# UFC Fight Night: Kape vs. Almabayev
UFC Fight Night: Kape vs. Almabayev (também conhecido como UFC Fight Night 253, UFC Vegas 103 e UFC on ESPN+ 111) foi um evento de artes marciais mistas produzido pelo Ultimate Fighting Championship que aconteceu em 1 de março de 2025, no UFC Apex em Enterprise, Nevada, parte da região de Las Vegas Valley, Estados Unidos.

## Contexto
Uma luta eliminatória pelo título dos pesos-moscas entre o ex-campeão do LFA Brandon Royval e o ex-campeão peso-galo do RIZIN Manel Kape estava prevista para ser a luta principal do evento. No entanto, Royval se retirou do combate devido a múltiplas concussões. Ele foi substituído por Asu Almabayev.
Originalmente, Almabayev enfrentaria o ex-desafiante ao cinturão Steve Erceg, mas este foi remanejado para ser o protagonista do UFC on ESPN: Moreno vs. Erceg e substituído por Allan Nascimento. No entanto, Nascimento também foi retirado do evento após as alterações mais recentes.
Uma luta no peso-médio entre Cody Brundage e o vencedor da edição The Ultimate Fighter: Team Grasso vs. Team Shevchenko, Ryan Loder, estava programada para este card. Contudo, Loder se retirou do combate por motivos desconhecidos e foi substituído por Julian Marquez.
Uma luta no peso-mosca feminino entre Montana De La Rosa e Luana Carolina também estava marcada para o evento. No entanto, o combate foi cancelado devido a uma falha no corte de peso por parte de Carolina.
Além disso, uma luta no peso-galo entre Douglas Silva de Andrade e John Castañeda também estava prevista para o card. Mesmo após a reprogramação da luta para o limite de peso casado de 140 libras, o combate foi cancelado, pois Silva de Andrade não recebeu liberação médica para competir.
Na pesagem oficial, Lucas Almeida registrou 148 libras, duas acima do limite permitido para combates não válidos por título no peso-pena. A luta prosseguiu em peso casado, com Almeida multado em 20% da bolsa, valor repassado ao adversário Danny Silva.

## Prêmios de bônus
Os seguintes lutadores receberam bônus de US$ 50.000.
- Luta da Noite: Nasrat Haqparast vs. Esteban Ribovics
- Performance da Noite: Manel Kape e Mário Pinto